# Метеорологічна ракета

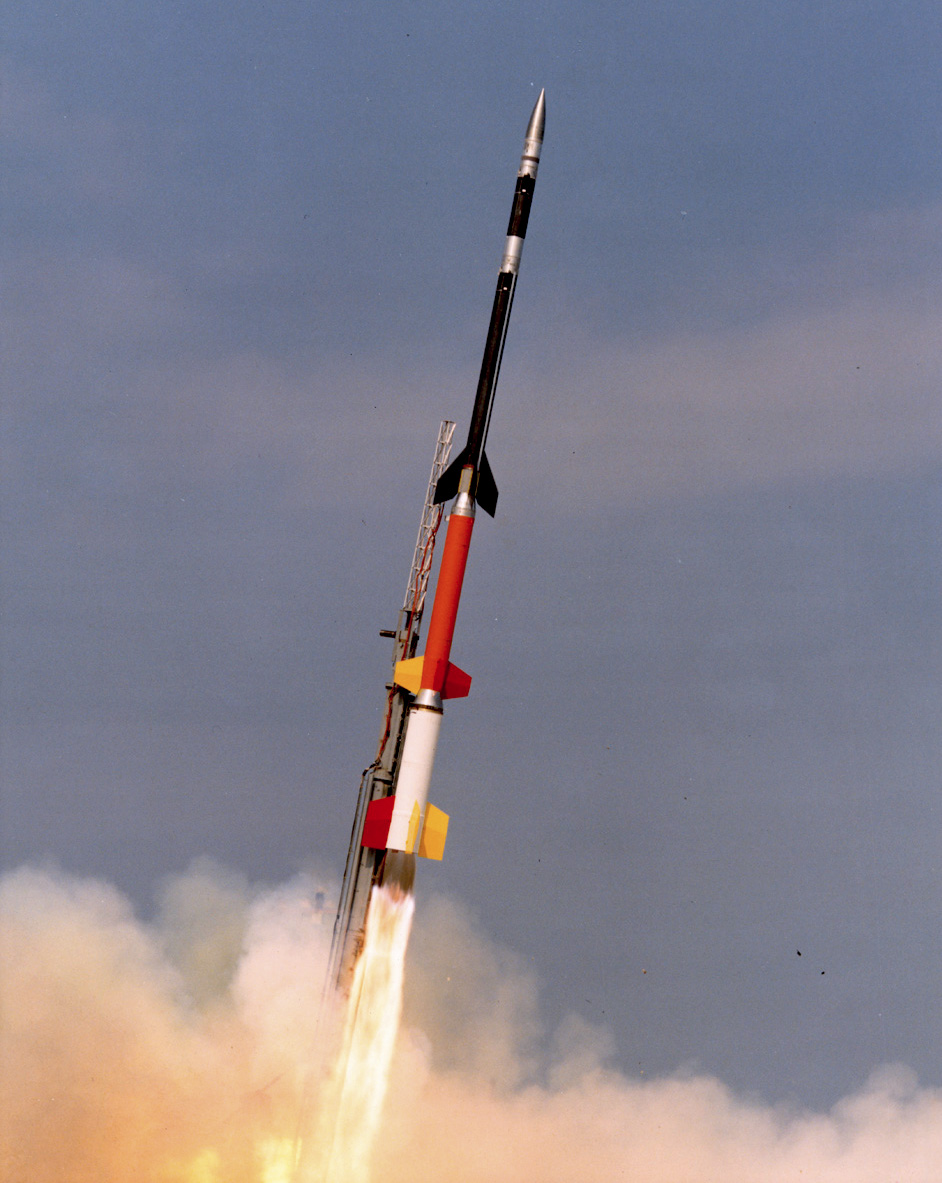
Ракета Black Brant XII

Метеорологíчна ракéта — безпілотна ракета, призначена для досліджень верхніх шарів атмосфери (виміру тиску, температури, складу повітря тощо).
Висота апогея може складати від 40 до 100 км. Ракети із висотою польоту понад 100 км називають геофізичними.
Конструкція дослідницької ракети включає один або кілька розгонних блоків і контейнер із апаратурою. Дані можуть передаватися по радіо або ж записуватися локально і зчитуватися після приземлення контейнера з апаратурою (в цьому випадку він спускається на парашуті).
Метеорологічні ракети по наш час залишаються практично єдиним способ безпосереднього (не дистанційного) вивчення шарів атмосфери на висоті від 40 до 100 км.
Метеорологічні ракети використовувалися в СРСР для запусків із станцій ракетного зондування атмосфери.